# Ulladulla
Ulladulla – nadmorska miejscowość w stanie Nowa Południowa Walia w Australii. Położona w odległości 179 km na południe od Sydney.
Nazwa pochodzi od słowa z narzecza aborygenów Nulladulla, co oznacza – bezpieczna przystań.
Znajduje się tu jeden z większych portów rybackich na południowym wybrzeżu stanu, założony przez włoskich imigrantów w latach trzydziestych XX wieku.
W Ulladulla toczy się akcja „Piosenki o miłości” Jacka Kaczmarskiego.